# Ignacio Saavedra
Ignacio Antonio Saavedra Pino (Santiago, 12 de janeiro de 1999) é um futebolista chileno que atua como meia. Defende atualmente o FK Sochi.

## Carreira
En 2006, foi jogar nas categorias de base do Colo-Colo até 2011, e em 2012 começou sua carreira profissional no Universidad Católica. Saavedra estreou profissionalmente em 4 de agosto de 2018 ante ao Everton com dezoito anos de idade. Após a volta dos longos torneios, Universidad Católica foi campeão da Campeonato Chileno de Futebol de 2018 e da Supercopa de Chile 2019, o segundo título do clube naquele torneio.
Na temporada 2020, Universidad Católica conquistou da Campeonato Chileno 2020 e posteriormente foi campeão da Supercopa de Chile 2020. No final de 2021, Universidad Católica foi campeão da Supercopa de Chile 2021 em pênaltis, e mais tarde instituição também foi coroada tetracampeã do torneio nacional, após vencer as edições 2018, 2019, 2020 e 2021.

## Seleção Nacional
Saavedra representou o time sub-17 do Chile no Copa do Mundo FIFA Sub-17 de 2015 no Chile. Foi convocado pela primeira vez para defender a seleção principal do Chile em um jogo amistoso contra o Bolivia, no dia 26 de março de 2021 e estreou pela Seleção Chilena principal.

## Títulos
Universidad Católica
- Campeonato Chileno: 2018, 2019, 2020, 2021
- Supercopa de Chile: 2019, 2020, 2021

### Prêmios individuais
- Melhor meio-campista da Campeonato Chileno: 2020[10][11]
- Equipe ideal da Campeonato Chileno: 2020[12]